# Anne Bishop
Anne Bishop, född 1950, är en amerikansk fantasyförfattare. Hon slog igenom med trilogin The Black Jewels och har sedan fortsatt med flera böcker som utspelar sig i samma fiktiva värld. Hon skriver fantasy med kraftiga inslag av romantik.